# Moraea fugax
Moraea fugax (D.Delaroche) Jacq. syn. M. edulis (L.f.), M. longifolia (Schneev.) Sweet Iris edulis (L.f) is een endemische plant van Zuid-Afrika uit de Lissenfamilie die voorkomt in de provincies Noord- en West-Kaap van Namakwaland tot de Kaap en Swellendam. De plant staat op de Zuid-Afrikaanse Rode Lijst als minste zorg (LC). De kleur van de bloemen kan geel, wit of blauw zijn en bloeien maar één dag: ze gaan tegen de middag open en sluiten als de zon ondergaat.
De plant is een bolgewas en de bolletjes zijn eetbaar. In het Afrikaans heten zij uintjies of soetuintjies. In de tijd van de Nederlandse Kaapkolonie vermeldde Paravincini di Capelli die de Aide de Camp voor de gouverneur was in 1803 erover dat de Bosjesmannen ze vaak aten:

De gantsche natie voed zich tog voornamelyk van kleine uyenbolletjes, welken zy met een hout uit den grond graven, en gebraden zynde als castanien smaken.

Daarbij moet echter wel gezegd dat er een vrij groot aantal Moraea-soorten in deze streek voorkomen. De Bosjesmannen zullen wel uit ervaring geweten hebben welke eetbaar waren en welke niet zo goed op de maag lagen. Er is ook een Afrikaans kinderversje waarin ze voorkomen:

Jakkals nooi vir gansie:
"Kom eet vanaand by my.
Daar is heerlike ou kossies
en uintjies uit die vlei."
"Nee dankie”, sê die gansie,
"Al staan jy op jou kop,
as ek by jou kom eet,
eet jy my seker op"

| - Moraea fugax |